# Ruth Mascarin

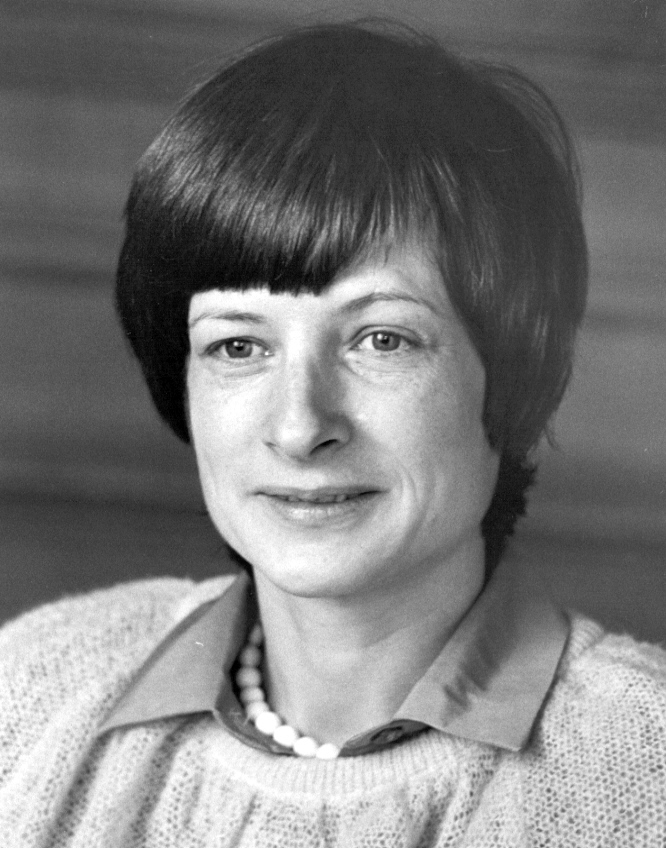
Ruth Mascarin

Ruth Mascarin, geborene Ruth Bircher (* 18. August 1945 in Liebefeld, Köniz; heimatberechtigt in Breno TI) ist eine Schweizer Politikerin aus Basel. Als Vertreterin der neuen Frauenbewegung war sie die erste Nationalrätin der Progressiven Organisationen der Schweiz (POCH).

## Leben
Ruth Bircher ist die Tochter des Grafikers und Künstlers Eduard Bircher und der Elsbeth, geborene Stalder. Ihre Mutter sorgte als Buchhalterin für das Auskommen der Familie. In Riehen besuchte Bircher die Primarschule, in Basel das Mädchengymnasium. Während ihres Medizinstudiums heiratete sie und wechselte infolgedessen ihren Namen zu Mascarin. 1972 schloss sie ihr Studium an der Universität Basel ab, worauf sie unter anderem im Spital Laufen als Assistenzärztin arbeitete, da sie aufgrund ihres politischen Engagements im Kanton Basel-Stadt keine öffentliche Anstellung bekam. In Basel eröffnete sie 1979 ihre eigene Praxis, die sie 1983 in eine Gemeinschaftspraxis umwandelte und in der sie bis 2011 tätig war. Daneben wirkte sie als Autorin und Expertin für Ethik in der Medizin und für Gentechnologie, insbesondere 1996–1998 in der ausserparlamentarischen Expertenkommission Genomanalyse.
Ruth Mascarin wuchs in einem Elternhaus auf, das sich intensiv mit politischen Fragen auseinandersetzte. Ihr Vater gehörte in Basel dem künstlerisch-anarchistischen Flügel der Partei der Arbeit an. Im Gefolge der Achtundsechziger Bewegung an der Universität Basel beteiligte sich Mascarin an der Gründung der Gruppe Medizin der Progressiven Studenten (POCH-MED), 1970 der Progressiven Organisationen Basel (POB) und 1971 der Progressiven Organisationen der Schweiz. Für die POB politisierte sie 1972–1980 im Grossen Rat des Kantons Basel-Stadt. 1975 kandidierte sie für den Nationalrat, 1976 als erste Frau mit beachtlichem Erfolg für den Regierungsrat Basel-Stadt, in beiden Fällen reichte die Stimmenzahl jedoch nicht für eine Wahl. 1979 eroberten Mascarin in Basel und Andreas Herczog in Zürich die beiden ersten Nationalratsmandate für die POCH. Im Nationalrat engagierte sie sich vornehmlich für Frauen-, Umwelt- und soziale Fragen, so 1982–1983 als Mitglied der Kommission zur Revision des Eherechts. Sie reichte zahlreiche parlamentarische Vorstösse ein, beispielsweise beanstandete sie 1980 die Verwendung von Fotos nackter Frauen als Zielscheiben bei Schiessübungen von Offizieren. In ihren Voten und Interpellationen kritisierte sie 1982 und 1984 überdies die engen Wirtschaftsbeziehungen zwischen der Schweiz und dem Apartheid-Regime Südafrikas, insbesondere auch den völkerrechtlich problematischen Import von Uran aus Namibia. 1985 trat sie aus dem Nationalrat zurück und meldete sich nur noch ausnahmsweise in der Öffentlichkeit zu Wort. Im Nationalrat übernahm Anita Fetz, die spätere SP-Ständerätin, ihren Sitz.
Als Gesundheitspolitikerin war Mascarin Mitglied der Schweizerischen Gesellschaft für ein Soziales Gesundheitswesen, die 1974 aus der POCH-MED hervorgegangen war. Bis zur Auflösung 2011 beteiligte sie sich auch an der Redaktion des Magazins Soziale Medizin. Ferner gründete sie 1977 die feministische Organisation für die Sache der Frau (Ofra) mit, Nachfolgerin der POCH-Frauengruppe, für die sie bis 1997 wirkte. Anfang der 1980er Jahre unterstützte sie die Frauenoase, eine Anlaufstelle für drogenabhängige Frauen in Basel.